# Campionat internacional d'esgrima de 1923
El Campionat internacional d'esgrima de 1923 fou la tercera edició de la competició que en l'actualitat es coneix com a Campionat del Món d'esgrima. La competició es va disputar a La Haia.

## Resultats
| Proves            | Or               | Plata            | Bronze                 |
| Espasa            |                  |                  |                        |
| Espasa individual | Wouter Brouwer   | Adrianus de Jong | Roger François Ducret  |
| Sabre             |                  |                  |                        |
| Sabre individual  | Adrianus de Jong | Marc Perrodon    | Henri Wijnoldy-Daniëls |

## Medaller
| Posició | País          | Or | Plata | Bronze | Total |
| 1       | Països Baixos | 2  | 1     | 1      | 4     |
| 2       | França        | 0  | 1     | 1      | 2     |
| TOTAL   | TOTAL         | 2  | 2     | 2      | 6     |